# Arthur Moyle, Baron Moyle
Arthur Moyle, Baron Moyle CBE (* 25. September 1894; † 23. Dezember 1974) war ein britischer Maurer, Gewerkschafter und Politiker. Er war 19 Jahre Mitglied des House of Commons und wurde bekannt als Parlamentarischer Privatsekretär von Premierminister Clement Attlee.

## Frühe Jahre
Arthur Moyle wurde in Cornwall als Sohn eines Steinmetzes geboren. Er wuchs in Llanidloes, Montgomeryshire auf und besuchte dort die staatliche Schule. Anschließend machte er eine Ausbildung zum Maurer und arbeitete in Wales. Er engagierte sich in der Gewerkschaft und wurde 1918 Sekretär der Building Trades Federation von Shrewsbury. 

## Politische Karriere
1920 wurde Moyle Funktionär der nationalen Gewerkschaft National Federation of Building Trade Operatives und Mitglied in der Labour Party. 1924 wurde er als Kandidat für den Wahlkreis Torquay ausgewählt. Moyles Eingreifen in ein Kopf-an-Kopf-Rennen zwischen Konservativen und Liberalen in einem Wahlkreis, in dem Labour bei den zwei Wahlen zuvor nicht kandidiert hatte, wurde von der Liberal Party mit Unmut aufgenommen. Moyle gewann den Wahlkreis mit 2752 Stimmen Vorsprung vor dem Kandidaten der Liberalen.
Nach dem Zusammenschluss mehrerer Gewerkschaften wurde Moyle Vorstandsmitglied der National Union of Public Employees, der Gewerkschaft von Mitarbeitern im öffentlichen Dienst, und war damit verantwortlich für die Mitarbeiter von lokalen Verwaltungen. Von 1937 bis 1938 war er Vorsitzender des National Joint Council for Local Authorities Non-Trading Services sowie 1937 Sprecher einer Delegation bei der Regierung, die Pensionen für Arbeiter und Angestellte im öffentlichen Dienst forderte. Im Mai 1938 trat er einer Abordnung bei, die ein sogenanntes Whitley Council für Krankenschwester forderte, das Mindestlöhne und Höchstarbeitzeiten festlegen sollte. Während des Zweiten Weltkriegs  diente Moyle in einem Komitee unter Lord Rushcliffe, das sich mit den Gehältern von Krankenschwestern beschäftigte. 
Im Januar 1940 wurde Moyle als Kandidat der Labour Party für den Wahlkreis von Stourbridge aufgestellt. Die geplanten Unterhauswahlen fielen jedoch wegen Ausbruch des Zweiten Weltkriegs aus, so dass er sich erst 1945 zur Wahl stellen konnte, die er mit 16.000 Stimmen Vorsprung auf seinen konservativen Gegenspieler gewann. Im Parlament konzentrierte er sich auf die Angelegenheiten der Mitarbeiter lokaler Behörden. 
Im Mai 1946 wurde Arthur Moyle zum Parlamentarischen Privatsekretärs von Premierminister Clement Athlee ernannt. Durch diese Ernennung kam ihm eine zentrale Rolle in den Beziehungen zwischen Attlee und den Abgeordneten zu, aber er selbst hielt kaum noch Reden. Attlee hatte vollstes Vertrauen zu ihm, beteiligte ihn an fast allen wichtigen Entscheidungen und respektierte seinen Rat.
Für die Unterhauswahlen 1950 wurden die Wahlbezirke neu zugeschnitten; Moyle kandidierte in Oldbury und Halesowen und wurde gewählt. Er blieb Attles Sekretär, auch als Labour nach den Unterhauswahlen 1951 in die Opposition musste. Nach dem Rücktritt Attlees wurde er als Commander des Order of the British Empire (CBE) ausgezeichnet.
Arthur Moyle legte mehrfach erfolgreich sogenannte Private Member Bills – Gesetzesvorlagen eines einzelnen Abgeordneten – vor. Im November 1950 forderte er zum Beispiel, die Lizenzierung von Feuerwerk einzuschränken. Seine Vorlage ging in das Gesetz ein. Im November 1953 legte er eine Bill vor zum Thema Schlachtung von Pferden. Seine Vorlage wurde akzeptiert und beschlossen. Vier Jahre später wurde er Vorsitzender der International League for the Protection of Horses.
Nachdem Attlee als Oppositionsführer zurückgetreten war, erweiterten sich Moyles Möglichkeiten, sich im Parlament einzubringen. Er beschäftigte sich mit der Umweltverschmutzung und beklagte, dass rußfreies Benzin zu teuer sei und schwierig zu beschaffen. Er plädierte für eine Verstaatlichung der Unternehmen, um die Produktion zu erweitern. Während der Suez-Krise konstatierte er, dass Großbritannien dadurch seine moralische Autorität verloren habe. Er forderte Militärgerichte, die nicht nur aus Offizieren, sondern auch aus Soldaten niedrigerer Ränge bestehen sollten.
Nach den Unterhauswahlen 1959 war Arthur Moyle aus gesundheitlichen Gründen nicht mehr in der Lage, sich ausreichend im Parlament einzubringen. Seine geringe Anwesenheit wurde im Januar 1963 von einer Sendung der BBC thematisiert, in der 13 Abgeordnete benannt wurden, die sich nicht ein einziges Mal zu Wort gemeldet hatten. Daraufhin verkündete Moyle seinen Rücktritt vor den Wahlen 1964.

## House of Lords
In der Ehrenliste zum Geburtstag der Queen 1966 wurde Arthur Moyle zum Life Peer mit dem Titel Baron Moyle ernannt. Nach dem Tod von Attlee wurde er zum Verwalter von dessen schriftlichem Nachlass ernannt. Im März 1970 sprach er sich im House of Lords gegen einen Beitritt zur Europäischen Gemeinschaft aus mit dem Argument, dass Großbritannien an der Seite der Vereinigten Staaten stehen müsse, da diese in zwei Weltkriegen gestanden hätten und dies auch weiterhin täten.
Moyle heiratete 1921, war aber seit 1949 verwitwet. Sein Sohn, Roland Moyle, war später ebenfalls Abgeordneter für die Labour Party.